# Pomacea diffusa
Pomacea diffusa är en Äppelsnäcka som är populär i akvaristiken eftersom till skillnad från de flesta andra äppelsnäckor inte har en tillräckligt kraftfull radula att äta levande växter.
Den är nära besläktad med den mer sällsynta Pomacea bridgesii känd från Rio Grande och ett par andra ställen, som inte är vanlig i akvaristiken. Äppelsnäckan som tidigare ansågs en underart och gick under namnet Pomacea diffusa bridgesii medan Pomacea bridgesii var känd som Pomacea bridgesii bridgesii. Genetisk analys har visat att vi talar om två olika arter.
Pomacea diffusa finns i hela Amazonas. 
Pomacea diffusa, med sitt 40–50 mm bred och 45–64 mm hög skal är mycket mindre än Pomacea bridgesii som har 65 mm högre skal. Pomacea diffusa har mörkare färg på skalet.

## Morfolofi
Skalet på dessa sniglar snurrar fem eller sex varv, omslutningsvinkel är nästan 90 °. Öppningen är stor och oval.
Det finns många färgvariationer. 

## Akvaristiken
Man har lyckats odla fram många olika färger tack vare mutationer, bland annat blå, brunrandig, gul, vit och svart är alla uppvuxna i fångenskap. Den gula sorten är känd i akvariet. Den är frammodlad i Florida, och har sedan spridits inom akvaristiken. Pomacea diffusa föredrar en temperatur mellan 24 och 32° C, en hårdhet på 10-25 dgh och ett pH mellan 7,0 och 9,0. Den lever upp till fyra år beroende på sådana faktorer som vattentemperaturen. 
Färgerna beror på mutationer som orsakar olika blekningar i skalets olika lager och på snäckans fot. Vildformen är med mörk fot, mörkt grundfärg och mörka ränder i bruna nyanser. Till exempel är en blå snäcka - med mörk (svart/blåaktig kropp) fot och vitt skal (där även ränderna är vita) där den mörka foten lyser igenom och uppfattas som blåaktig. Ju tjockare och bättre kvalité på skalet och med ökad ålder blir skalet oftast mer vitt. Den blå snäckan skulle vara en "ivory white/Vit snäcka" om foten också hade varit vit. 
En rosarandig snäcka är när foten blivit ljus, och bottenfärgen blivit blekt vit eller ljust gul/rosa med rosa/röda/purpurfärgade ränder. Lilarandiga snäckor är samma som den rosa men med en mörk fot. Der finns även en variant där snäckan får en mörk fot, guldskal men röda/bruna ränder och därför upplevas som grön med röda ränder. Variationer förekommer även inom färgerna och även rändernas mönster kan variera stort och ge olika intryck. Detta är en av orsakerna till varför snäckan även är känd som "Mystery snail".
Den vita Pomacea diffusa är vad man skulle kunna kalla för en albino och helt vit i snäckskalets alla lager och fot. Mellan denna vita snäcka och vildvarianten finns det många olika färgvarianter som kan uppkomma. 
De förökar sig gärna under högre temperatur (26-29 °C) tillsammans med god tillgång av föda, men detta tillstånd sliter mycket på dem. Att få en Pomacea diffusa att leva mer än 2 år är ovanligt, men möjligt om man ibland håller sig runt den lägre temperaturen, då dessa i naturen lever i cykler. Så för att få en Pomacea diffusa att leva längre än ett år så ska man mata måttligt och hålla sig runt 25-26 °C eller lägre temperaturer (inte lägre än 19 °C) i cykler med högre temperaturer och matning när man vill att de ska föröka sig. Även tillgång på kalcium har stor betydelse för snäckan och kräver att man tillsätter det på något sätt via föda eller vattnet om de ska kunna bygga upp sitt skal som fungerar som deras skelett.